# Верт (Нидерланды)

Половозрастная пирамида общины

Верт (нидерл. Weert, лимб. Wieërt) — община и город на западе нидерландской провинции Лимбург. Площадь общины — 105,44 км², из них 104,66 км² составляет суша. Население по данным на 15 июня 2012 года насчитывает 48 668 человек. Средняя плотность населения — 461,5 чел/км².
На территории общины находятся следующие населённые пункты: Алтвертерхейде, Босховен, Лёкен, Лар, Стрампрой, Свартбрук, Тюнгелрой, Груневауд, Бист, Моленаккер, Ларвелд, Мусел и Верт.

## Знаменитые уроженцы
- Шенг Схалкен — теннисист